# Telophorus
A Telophorus a madarak osztályának verébalakúak (Passeriformes) rendjébe és a bokorgébicsfélék (Malaconotidae) családjába tartozó nem.

## Rendszerezésük
A nemet William John Swainson angol ornitológus írta le 1832-ben,  az alábbi fajok tartoznak ide:
- vérzőbegyű bozótgébics (Telophorus cruentus vagy Rhodophoneus cruentus)
- duettgébics (Telophorus zeylonus)
- Telophorus dohertyi
- Telophorus viridis
- Telophorus quadricolor[2]